# Periclimenes patae
Periclimenes patae är en kräftdjursart som beskrevs av Heard och Spotte 1991. Periclimenes patae ingår i släktet Periclimenes och familjen Palaemonidae. Inga underarter finns listade i Catalogue of Life.